# Funciones tonales
Se llama funciones tonales a la relación de los acordes dentro de una escala. En el sistema tonal, las notas están organizadas alrededor de una tónica, un grado principal al que de una forma u otra, se refieren los demás grados de esa escala. Cada grado de esa escala tiene su parte en el esquema de la tonalidad, su función tonal.

## Características
En un sentido armónico, esto significa que el acorde de tónica, el que se construye sobre el I grado, cumple esa función.

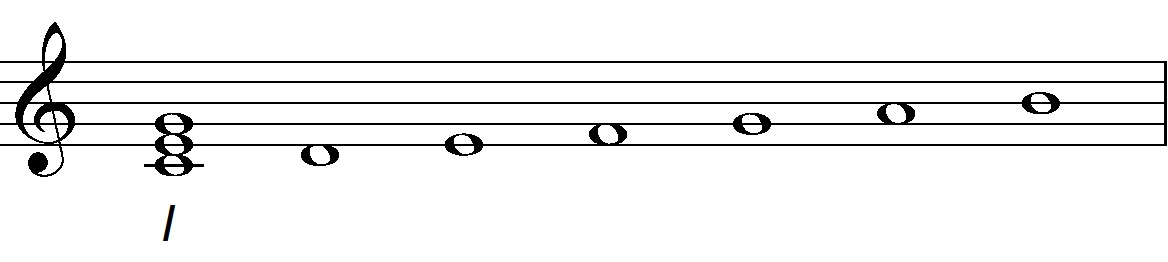
Tríada sobre el I grado de la Escala Mayor. Ejemplo en Do

Esta función sirve como base para la tonalidad de una obra y para toda la armonía que se desarrolla en ella, pues genera reposo, en tanto que otros grados (funciones) generan tensión. Una vez establecida y confirmada, la función de la tónica es tan fuerte que puede ser proyectada con una tríada, aun incompleta, del acorde de tónica, o incluso con solo la fundamental de ese acorde, como puede ocurrir al final de una obra. Tradicionalmente, los otros dos acordes que completan el contexto tonal armónico son el que se construye sobre el V grado (dominante) y sobre el IV grado (subdominante).

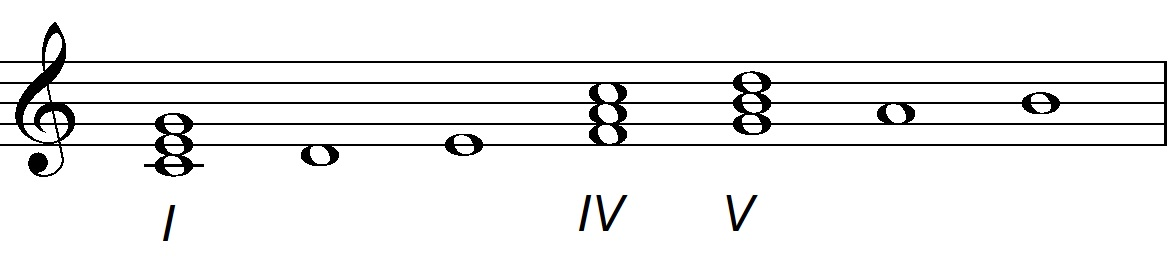
Acordes de I, IV y V grados. Ejemplo en Do Mayor

Estos dos acordes se sitúan una quinta arriba (acorde superior) y una quinta abajo (acorde inferior) del acorde central de tónica, enlazándose con una nota en común:

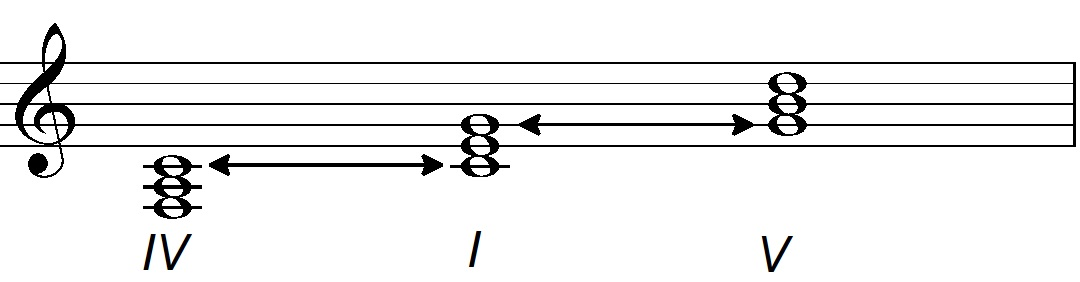
Relación entre los Grados I, IV y V. Ejemplo en Do Mayor

La importancia en el empleo de estos tres acordes radica en varias razones. Para señalar lo obvio, el encadenamiento entre ellos es evidente y su relación es peculiarmente estrecha, ya que la quinta del acorde de I grado es la fundamental del acorde de dominante, mientras que la fundamental del acorde de tónica es la quinta del acorde de subdominante.
Otro factor destacable es que son los únicos tres acordes mayores que genera la escala mayor, en la que el acorde de tónica representa el centro de la tonalidad, y tanto la dominante como la subdominante dan la impresión de un balanceo respecto a aquel, como dos pesos equidistantes a cada lado del fulcro (punto de apoyo de una palanca), en la más absoluta oposición y relación “áurea”. Además, entre los tres contienen todas las notas de la escala, estableciendo claramente así el ámbito tonal.
Desde el punto de vista de los armónicos, el sol depende del do como éste del fa; algo semejante a la fuerza de un hombre aferrado a una viga y que contrarresta así la fuerza de gravedad. Solo las armonías de dominante y subdominante pueden alternar directamente con la tónica creando entre estos acordes un efecto mutuo.

## Historia y desarrollo
Si pudiésemos nombrar a alguien como el precursor de aquello que llamamos armonía funcional, sería Rameau. Su obra tuvo como adeptos y seguidores a diversos músicos contemporáneos y de generaciones futuras, uno de cuyos principales exponentes fue Hugo Riemann, que adaptó e innovó la teoría armónica de Rameau alterando e introduciendo nuevos principios y conceptos, y dio origen así, en 1897, a su teoría funcional, concebida para analizar la música tonal de una manera diferente a la de Rameau.
Es necesario conocer los procesos históricos y el desarrollo de la música para entender su evolución. Como en casi todas las disciplinas artísticas, la teoría es la consecuencia de la práctica y la historia se va escribiendo tras ella. Dice Paul Hindemith en El arte de la composición musical que "hay dos tipos de teóricos: el compositor docente y el especialista reconocido en la enseñanza de la teoría musical. Un compositor dotado no es siempre un buen maestro, pero su enseñanza tiene una calidad creativa, incluso cuando es un compositor modesto, porque está transmitiendo directamente lo que él mismo ha experimentado. Esto no ocurre con la instrucción teórica usual, como es dado en la mayoría de las escuelas. El especialista que da tal instrucción sin estar dotado para la composición se encuentra en una posición difícil, ya que en muchos casos tiende a repetir esquemas, impuestos como reglas y “leyes de hierro” que no se deben contradecir. La mayoría de las confusiones o divergencias del análisis armónico provienen del querer interpretar y analizar la música de un momento histórico con herramientas estilísticas de otro período".
Al respecto, uno de los primeros tratados que se citan y que definen los términos usados para las funciones tonales es el de Rameau. Mediante su Tratado de armonía (1722), Rameau difunde las nociones de tónica, dominante y subdominante para indicar las funciones de los grados I, V y IV, respectivamente. Ciertamente, en su sistema tienen aún otras implicaciones, ya que cada acorde de séptima en un encadenamiento por movimiento de quinta descendente constituía para él una dominante.
En la afinación temperada, que se impuso en la época de J. S. Bach, ya no había acordes puros, ni tampoco acordes que, por sonar mal, impusieran a las composiciones una fijación previa de los acordes susceptibles de empleo. Se habían establecido claramente las tríadas mayor y menor, se podía modular sin límites y emplear todas las tríadas, pero a partir de entonces, y hasta fines del siglo XIX, todo movimiento de una pieza musical constaba de sonidos afinados que hacían referencia a una sola tónica.

## La cadencia
La cadencia es el proceso de finalización de una frase o periodo musical. Son fórmulas armónicas que se utilizan para marcar los puntos de respiración de la música, establecer y confirmar la tonalidad y dar coherencia a la estructura formal de una obra; son homólogas de las partes del discurso escrito separadas por los signos de puntuación.
Los procesos cadenciales derivan de los cantos litúrgicos, que estaban basados en los modos eclesiásticos. Esos cantos litúrgicos tenían notas recitativas y culminaban en notas de reposo (finalis). Se transformarían luego en las cláusulas conclusivas más frecuentes del contrapunto del siglo XVI. Especialmente el descenso de quinta en la voz del bajo se convertirá en algo sobreentendido y esencial para el establecimiento de la cadencia. Rameau llamó a este movimiento del bajo «cadencia perfecta».

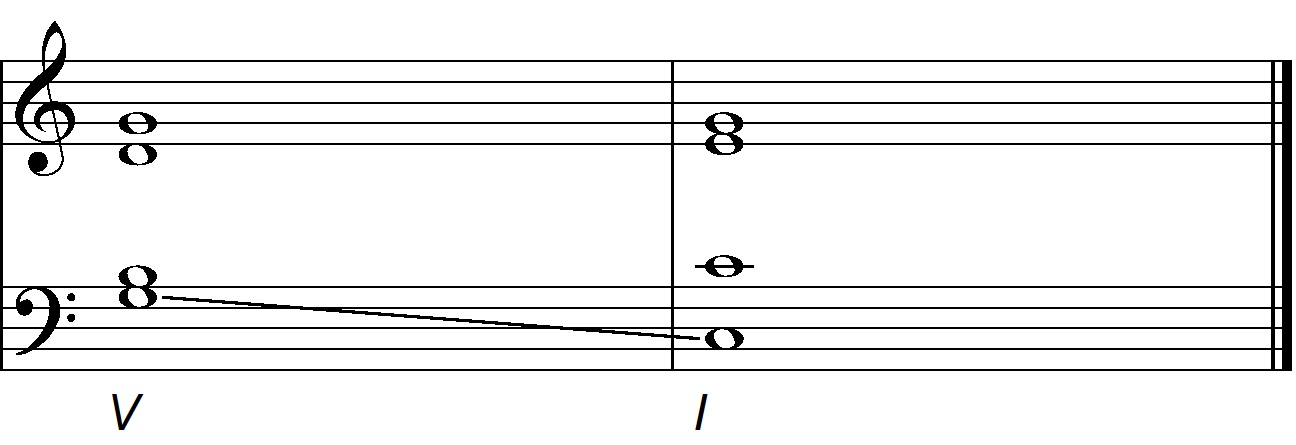
Movimiento del bajo por quinta descendente en la Cadencia. Ejemplo en Do Mayor

Aunque esta cadencia perfecta (dominante - tónica) resalta la importancia del centro tonal con mucha más decisión que la sola presencia de la tónica, no es suficiente para establecer inequívocamente una tonalidad, ya que es el proceso integrado por todas las funciones el que fundamenta todo el sistema. La razón es que, aunque con un único acorde podemos expresar una determinada tonalidad, todo acorde que siga a ese supuesto I grado será necesariamente una desviación. Cuanto más abundantes y potentes son los elementos que contradicen la tonalidad, tanto más vigorosos han de ser los medios expresados para restablecerla.
El riesgo está en la similitud entre tonalidades vecinas. Por ejemplo, Do mayor se diferencia de Sol mayor y de Fa mayor solo por una nota en cada caso: fa# y sib, respectivamente.

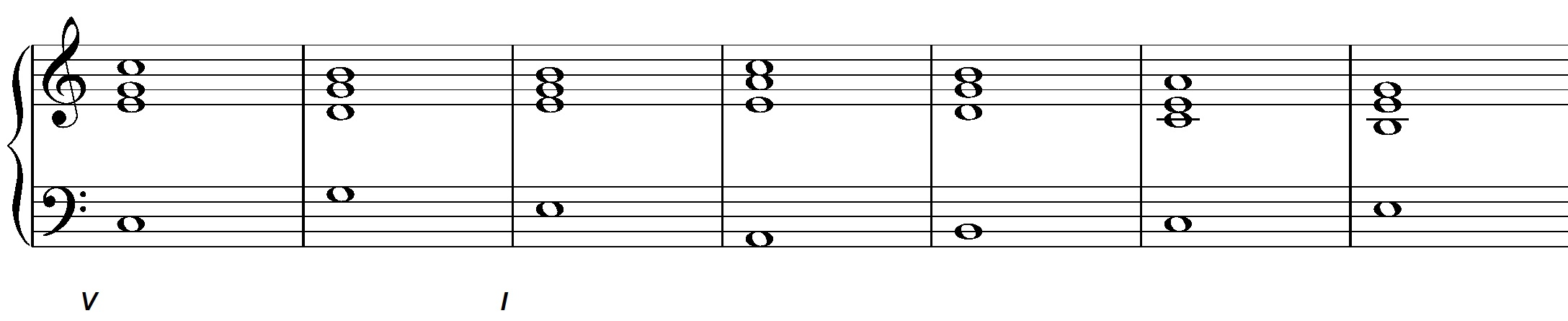
Ejemplo de progresión de acordes sin definición de tonalidad ¿Do mayor o Sol mayor?

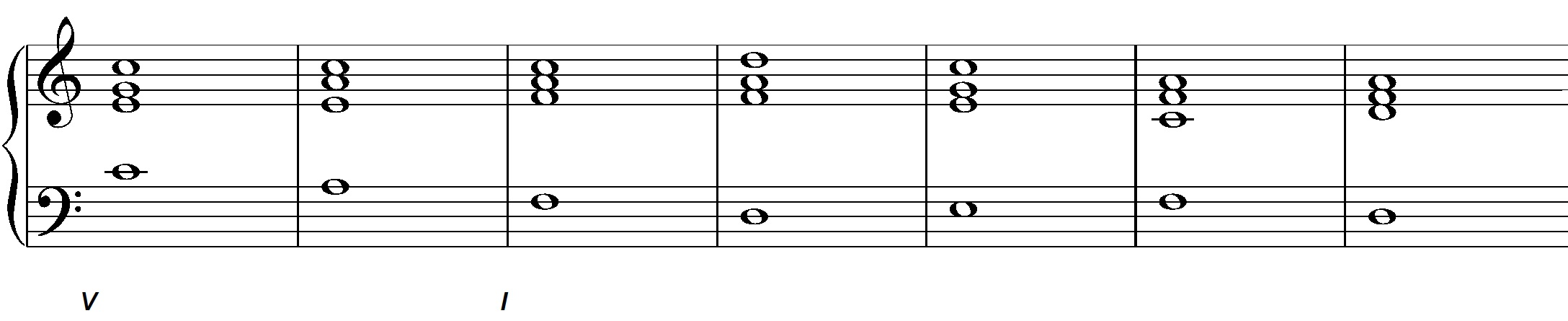
Ejemplo de progresión de acordes sin definir la tonalidad: ¿Do mayor o Fa mayor?

Mientras que en el primer ejemplo, la duda es si ese pasaje está en Do mayor o en Sol mayor, en el segundo el problema está en discernir si es Do mayor o Fa mayor. Para determinar claramente la tonalidad en estos ejemplos, indefectiblemente será necesario que aparezcan las notas fa y si.
Por eso es imprescindible introducir en la cadencia el acorde de subdominante (IV), ya que entre el de dominante (V) y él cubren todos los sonidos de la escala. En consecuencia, la cadencia queda completa funcionalmente hablando: subdominante - dominante - tónica (grados IV-V-I). Este orden tradicional se da en las composiciones musicales con mucho menos frecuencia que otras formas cadenciales como la de subdominante - tónica - dominante - tónica.

## Grados
La siguiente lista determina los nombres de cada grado de la escala. Esta clasificación suele confundirse con las funciones de los acordes, y, aunque en muchos casos sus nombres derivan de ellos y están relacionados, hay que separar los nombres técnicos que derivan de la posición de esas notas en la escala de sus funciones específicas.
I = Tónica. Primer grado de la escala. Nota en la que termina la cadencia perfecta.
II = Supertónica. Segundo grado de la escala. Es a veces llamado predominante por su fuerte tendencia a anticipar el V grado.
III = Mediante. Tercer grado de la escala. El nombre deriva de los antiguos modos eclesiásticos. En la escala menor, es el centro de su tonalidad relativa mayor.
IV = Subdominante. Cuarto grado de la escala. Como indica su nombre, está  debajo de la dominante. Presenta un eficaz alejamiento de la tónica sin generar tensión.
V = Dominante. Quinto grado de la escala. Usada como nota de recitativo en el canto gregoriano, es a su vez el primer armónico superior diferente de I, estableciendo así una relación muy estrecha con él. Además, es la primera de las dos notas que en el bajo forman la cadencia perfecta, que procede a la nota final y en consecuencia la domina. Genera tensión, por lo que suele ser resuelta mediante desplazamiento a la tónica.
VI = Superdominante o submediante. Sexto grado de la escala. En la escala mayor, este grado es el centro de su tonalidad relativa menor.
VII = Sensible. Séptimo grado a un semitono de la tónica. En la tonalidad menor, cuando se encuentra un tono por debajo recibe el nombre de «subtónica».

### Grados primarios y secundarios
En el periodo clásico de la música, los acordes de I, V y IV grado toman el control funcional de la armonía tonal y se establecen como los pilares de la composición de ese periodo, estableciendo las funciones de tónica, dominante y subdominante, respectivamente. Estos acordes son los grados con función unívoca para la mayoría de los teóricos. Son llamados grados «tonales», «primarios» y «esenciales».
Los demás acordes se usan tradicionalmente para alargar los periodos y las frases musicales, para obtener variedad, y aparecen fundamentalmente donde la jerarquía de los acordes tonales está firmemente establecida. Suelen llamarse «secundarios», «modales» o «complementarios».
Según algunos teóricos, estos acordes pueden interpretarse como representantes temporales de las funciones principales. Por ejemplo, cuando un segundo grado asume temporalmente la función de subdominante. Pueden funcionar como centro tonal (tónica), como elemento que apunta a ese centro (dominante) o como alejamiento distendido de él (subdominante). Según este criterio, la función la determina la similitud existente entre ellos, es decir la cantidad de notas que comparten con los grados tonales.

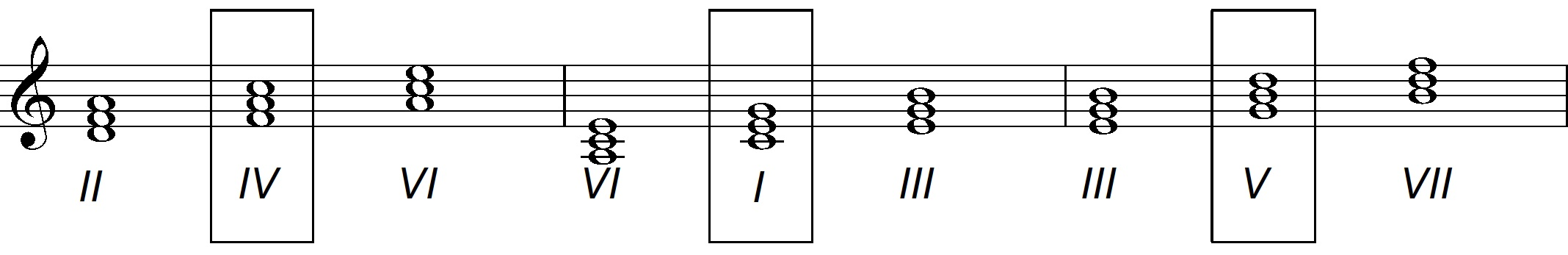
Relaciones entre los grados primarios con sus secundarios. Ejemplo en Do mayor

La posición de cada grado es muy importante si se quiere relacionar cada acorde con su centro tonal. Aun así hay diferentes posturas sobre las funciones que cumplen estos grados secundarios. Hay teóricos que los clasifican claramente dentro de las tres funciones tonales básicas. Otros, sin embargo, tienen sus reservas en algunos casos. Otro importante grupo de músicos, compositores y teóricos considera a los acordes secundarios como estructuras derivadas de su relación con los fundamentales correspondientes.
De todas maneras, estos acordes tienen evidentemente un papel menos principal a la hora de establecer un centro tonal claro y firme.

## Tonalidad menor
Las funciones en el modo menor se desarrollaron con base en la tonalidad mayor. En principio el marco referencial tuvo su origen en el antiguo modo eólico.

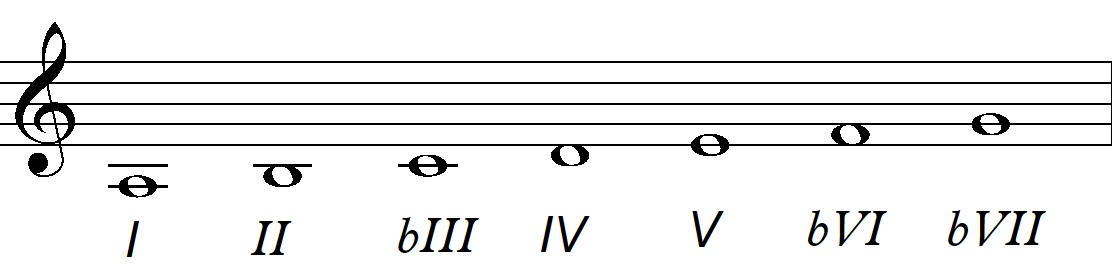
Grados de la escala menor natural. Ejemplo en La menor

Los grados se enumeran conservando las relaciones interválicas con la tónica, para diferencia de su homónimo modo mayor.

### Grados primarios
Los acordes de I, V y IV grado también se enlazan de forma análoga a la tonalidad mayor.

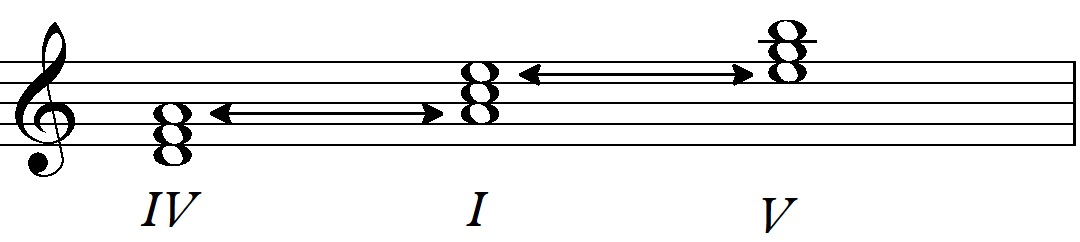
Relaciones de los grados primarios en la escala menor natural. Ejemplo en La menor

Mientras que la escala mayor mantuvo su identidad estructural, para la tonalidad menor se necesitaron serias transformaciones en su escala básica, para adaptarse así a las querencias polifónicas europeas, al estar en dependencia con el modelo de relaciones armónicas de la tonalidad mayor.

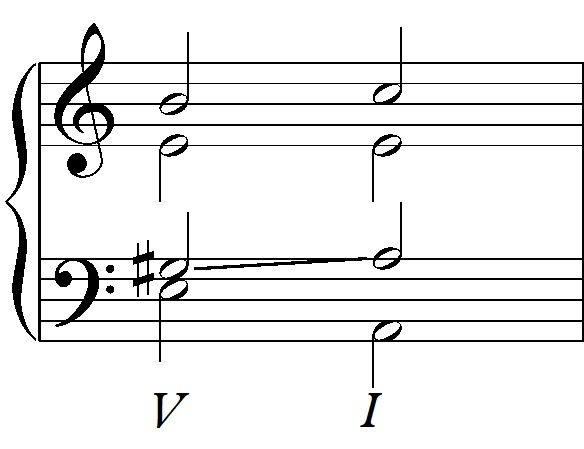
Cadencia auténtica en la tonalidad menor. Ejemplo en La Menor

Por eso y a efectos de la resolución cadencial tonal, para que ese V grado tenga función de dominante (tensión) se precisa que el acorde sea mayor.

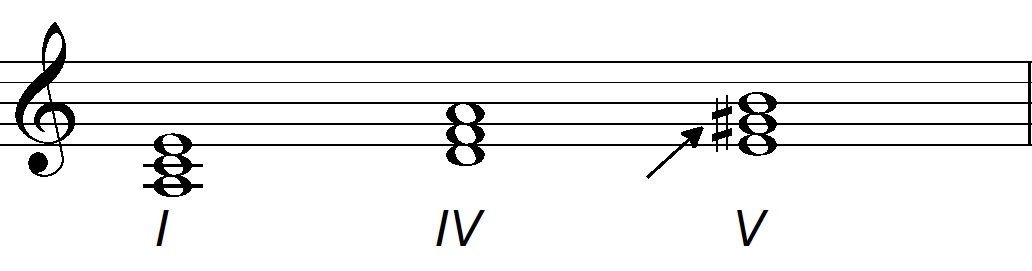
Grados tonales en el modo menor (I, IV y V). Ejemplo en La

Esto origina una modificación de la escala básica, transformándose en lo que se denomina habitualmente «escala menor armónica».

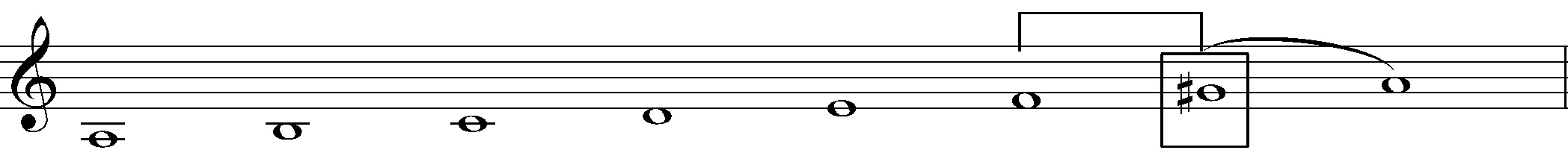
Escala menor armónica de La

Esta escala contiene ese séptimo grado elevado (sensible ascendente), necesario para los propósitos tonales. Pero además, melódicamente, origina entre el sexto grado y el séptimo un intervalo, muy característico, de segunda aumentada que era evitado por algunos compositores elevando el sexto grado, para que la forma ascendente de ese intervalo de segunda quedara, a efectos melódicos, sin ese salto. Se genera así otra serie de notas, llamada escala menor melódica.

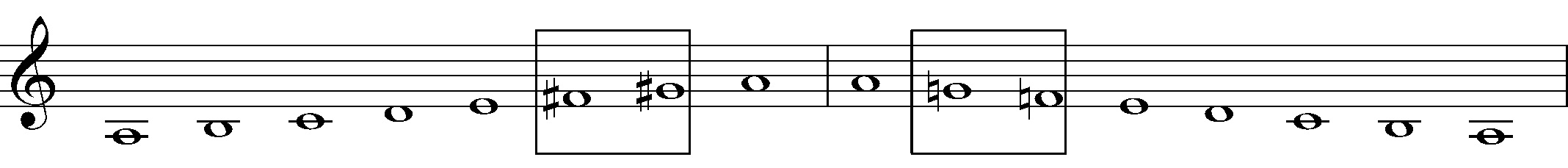
Escala menor melódica (ascendente y descendente). Ejemplo en La

Aunque en la enseñanza siempre se habla de estas tres escalas (natural, armónica y melódica), la sonoridad del modo menor es una confluencia de las tres.

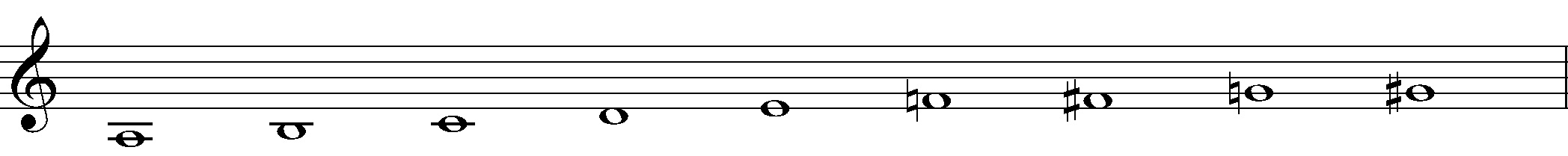
Resumen de las tres escalas menores. Ejemplo en La

Sin embargo, la mezcla no es casual, y a efectos tonales y funcionales no puede disponerse de todas las notas libremente. Como estas modificaciones se introdujeron con fines específicos, son esos criterios los que hay que observar para resolver adecuadamente esas notas.

### Grados secundarios
En el modo menor, los grados secundarios se comportan de manera análoga a como lo hacen en el mayor, aunque también en eso hay posturas diferentes. Siguiendo el criterio de Riemann y sus seguidores, los acordes que comparten dos notas en común tendrán en consecuencia funciones similares:

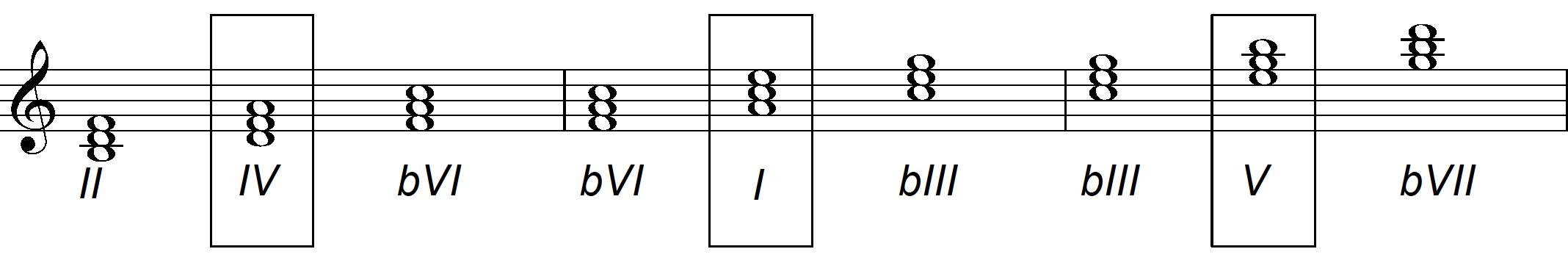
Relaciones entre los grados primarios y los secundarios correspondientes. Ejemplo en La menor

Para Riemann, los acordes paralelos, a la inversa que en el modo mayor, son los superiores (bVI, bIII y bVII). Tal y como sucede en la tonalidad mayor, varios acordes parecen tener doble función, aunque también hay diferentes opiniones al respecto.
- El II grado de la escala menor natural, por su parentesco con el IV grado, tiene función de subdominante.

- El bIII de la escala menor natural es el centro de la tonalidad relativa mayor. Como tal, su relación con la tónica es evidente, pero es de manejar con cuidado, porque su estabilidad es tal que puede convertirse en tónica en sí misma.[2] Tradicionalmente, algunos autores clasifican ese acorde dentro del grupo dominante por su similitud con el V grado.,[5] aunque actualmente hay pocos teóricos que continúen con esa consideración.

- El bVI es un subdominante sustituto, relativo o, para Riemann, paralelo. También se lo considera relacionado con la función de tónica (contraacorde de Grabner), aunque otros teóricos contradicen esa adscipción, ya que consideran que al contener la sensible descendente de la escala menor natural (b6) no puede ser más que subdominante.[12][11]

- El V menor y el bVII grado de la escala menor natural son acordes complementarios de la tonalidad que pueden recordar inclusive sonoridades modales.[14] Para algunos autores puede tener una ligera función dominante, pero otros teóricos consideran que no se puede considerarse como dominante porque carece de la sensible tonal.[2][1]

Con el agregado de la sexta y la séptima elevadas, se producen nuevos acordes que deben reinterpretarse. Así, surgen nuevas divergencias según los autores citados. Éstas son todas las tríadas que surgen de la convergencia de las escalas menores.

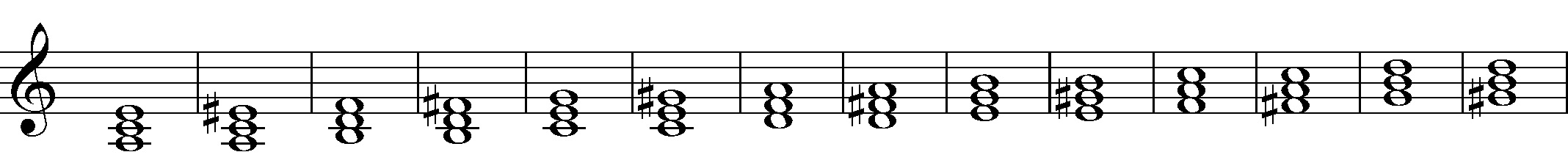
Tríadas sobre cada uno de los grados de la escala menor. Ejemplo en La

Para Schöenberg, por ejemplo, la escala menor natural es la base de la tonalidad menor. Sus acordes pueden aparecer libremente, y considera de especial cuidado los sonidos modificados (sexta y séptima elevadas) ya que son notas que se originaron con fines cadenciales específicos. Para resolver adecuadamente las disonancias y contemplar así el diseño tonal menor compositivo, propone una serie de normas para esos “sonidos obligados”.
1. Séptima ascendida (sensible). Como tal debe ir a la tónica, ascendiendo un semitono. No debe usarse junto con la séptima natural y aunque con reservas, tampoco junto a la sexta natural.
2. Sexta ascendida. Como elevación melódica, este sonido debe ir a la sensible, ya que se introduce con ese propósito. No puede ir a la séptima natural ni descender a la sexta natural.

También hace unas indicaciones para las notas naturales, aunque luego ampliará estas posibilidades.
1. Séptima natural. Debe ir a la sexta natural, descendiendo. En ningún caso debe ir a la sexta o séptima elevadas.
2. Sexta natural. Debe ir a la quinta bajando un semitono, ya que es sensible de ella. En ningún caso debe ir a la sexta ascendida.

Estas normas se atienen a la funcionalidad de la armonía y contemplan un método de estudio que sirve para entender los procesos tonales menores.

## Notación
Los acordes fueron cifrados utilizando diferentes nomenclaturas. El bajo cifrado fue quizás uno de los primeros intentos de simbolizar los acordes. Basado en el recurso estilístico empleado en el Barroco y llamado «bajo continuo» o, simplemente, «continuo», consiste en una línea de bajos con números y símbolos agregados que indican las armonías requeridas.
El cifrado anglosajón deriva de la notación alemana, que a su vez deviene de la forma en que los griegos nombraban las notas. Se internacionalizó en los Estados Unidos durante el siglo XX, de ahí que se llame también «cifrado americano».

## Análisis
Para el análisis armónico se precisa de una notación que indique y clasifique los acordes para ayudar a entender la armonía. Aunque es difícil encontrar una universalidad de acuerdos, históricamente se han distinguido dos posturas diferenciadas dentro del análisis musical:

### Cifrado funcional
Impulsado por Riemann y desarrollado consecuentemente por Wilhelm Maler, este sistema utiliza las letras T, D y S para representar las funciones. En cuanto a los acordes primarios, basta con nombrarlos con esas letras en mayúsculas en la tonalidad mayor, y minúsculas en la tonalidad menor. Para los acordes paralelos, Riemann agrega una p (en tonalidad mayor) o una P (en tonalidad menor). Diether de la Motte propone agregar una g (en tonalidad mayor) y una G (tonalidad menor) para los contraacordes de Grabner.

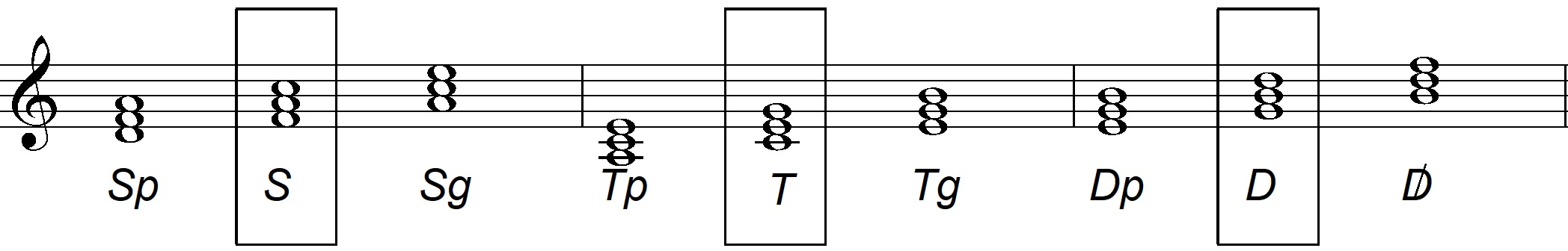
Relación de los grados con el cifrado funcional. Ejemplo en Do mayor.

Otros autores proponen sustituir esas letras por sus grados correspondientes (TIII, TVI, SII, etc.).

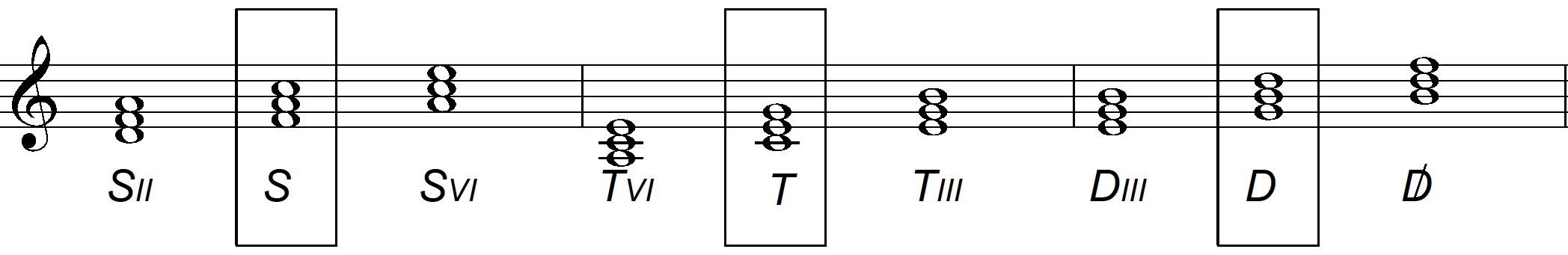
Cifrado funcional propuesto por el compositor J. M. Benavente Martinez

### Cifrado romano

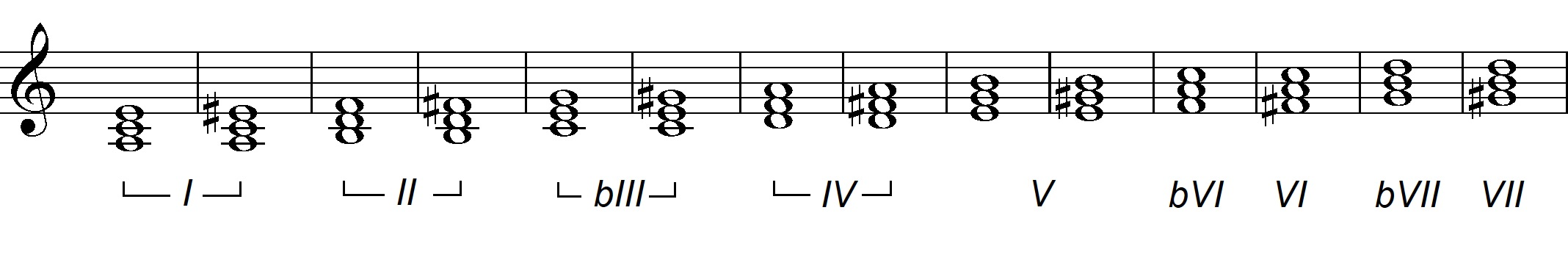
Grados de la escala menor con el cifrado romano. Ejemplo en La menor

Otro sistema, desarrollado por Gottfried Weber, propone utilizar los números romanos para designar los grados, entendiendo así su situación armónica, su estructura y por tanto su función. Weber sostiene que, aunque a priori no se refleja la función en forma explícita, es mejor indicar la posición relativa de los acordes dentro de la tonalidad que señalar solo la función e ignorar el grado. Simon Sechter, Arnold Schönberg, Paul Hindemith y Walter Piston se encuentran entre los teóricos y compositores que han seguido esta línea de análisis.

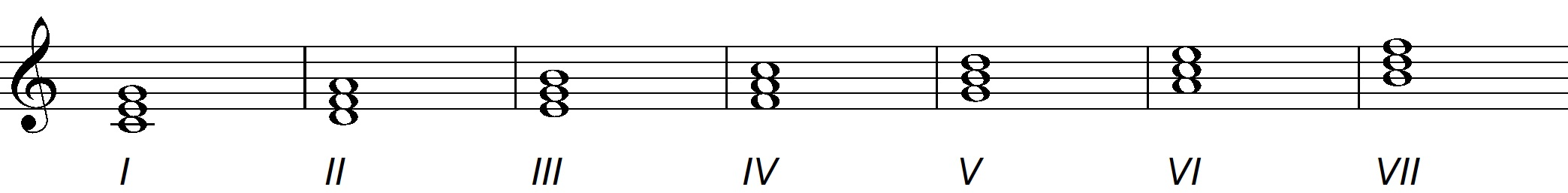
Grados de la escala mayor con el cifrado romano. Ejemplo en Do mayor

### Interválica
A la hora de definir la estructura interna del acorde y su disposición interválica, es necesario especificar estos elementos en el cifrado. Para ello se utilizan los números – arábigos – que nos indican las relaciones interválicas de las notas del acorde. Existen actualmente dos sistemas de señalización interválica: aquella que indica la relación con el bajo del acorde y la que señala la relación con la fundamental.
- Basada en el bajo cifrado o figurado, esta notación, usual en los conservatorios "clásicos", determina mediante el agregado de números las relaciones interválicas de sus notas con respecto al bajo, indicándose así su disposición. Es habitual encontrarla tanto en el cifrado funcional como en el de indicación de grados mediante números romanos.

Beethoven, concierto para violín, op. 61, I

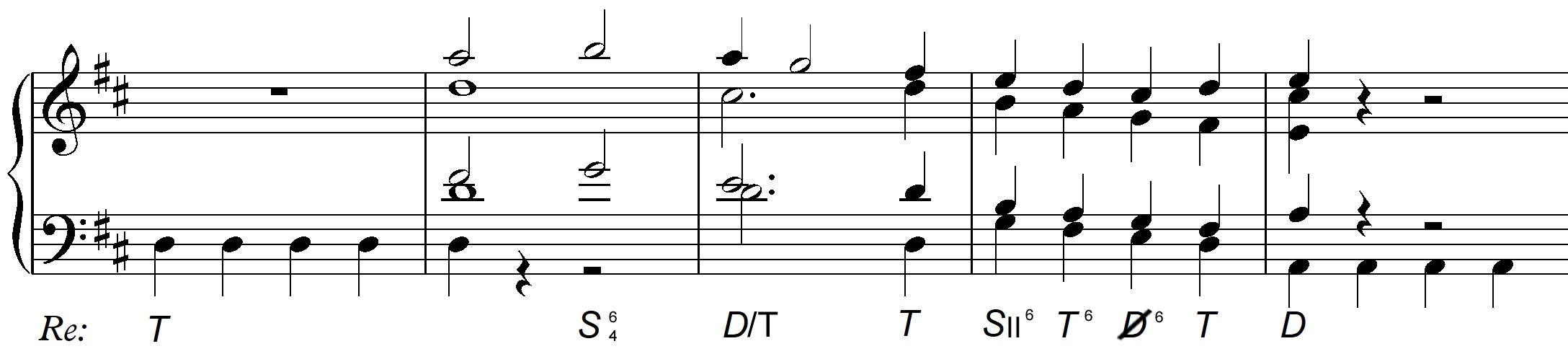
Análisis con cifrado funcional

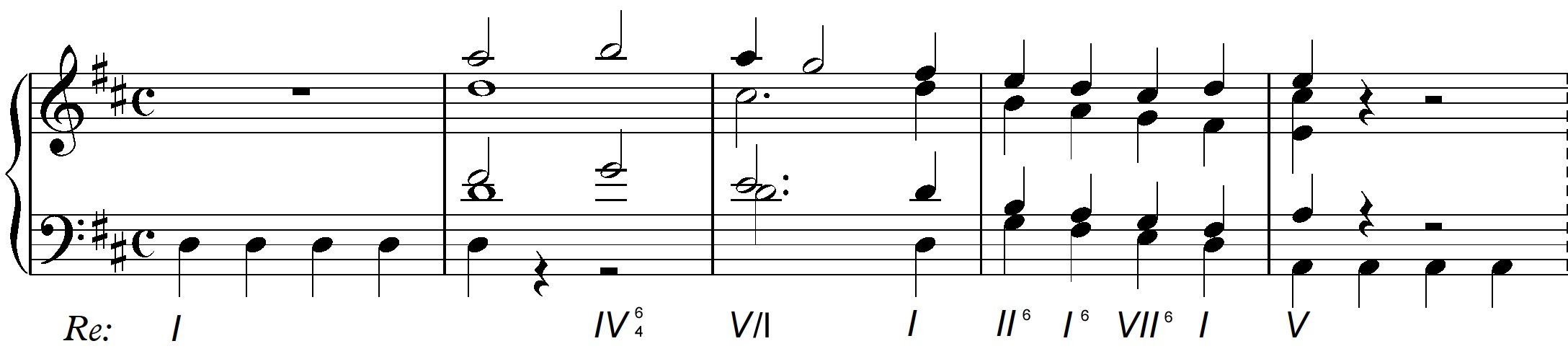
Análisis con cifrado romano

Este tipo de indicación de intervalos prioriza la relación de las notas componentes de los acordes con respecto a la del bajo, sea ésta la fundamental del acorde o no.
- Por otro lado, se popularizó durante el siglo XX el cifrado anglosajón o americano, que, además de emplear las letras del alfabeto para nombrar los acordes, añade símbolos agregados para definir el tipo de acordes (mayor, menor, etc.) y, en el caso de las inversiones, un guion tras el que se indica la nota del bajo. Es un método que no señala las funciones en sí, sino el tipo de estructura de acorde; para el análisis, se requiere una previa comprensión armónica de la obra.

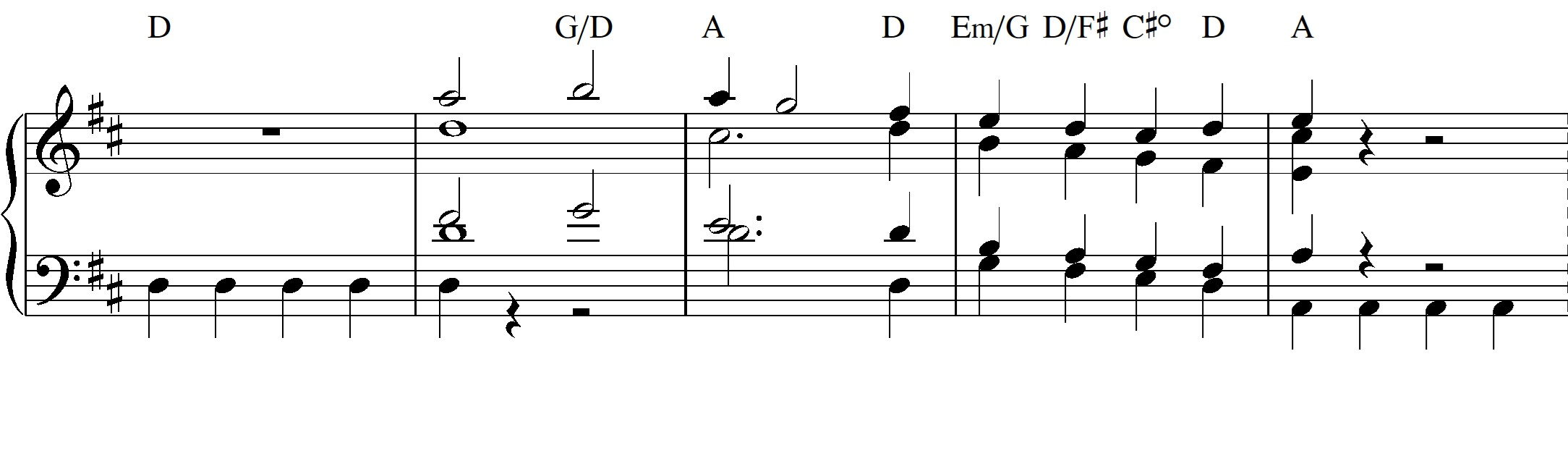
Análisis con cifrado anglosajón o americano

Este cifrado se complementa actualmente con el de números romanos. Pero, a diferencia de su empleo en el bajo cifrado, los números arábigos representan las tensiones y las notas añadidas a la estructura triádica. También hay diferentes opiniones y maneras de indicar estos números romanos, ya que mientras unos autores prefieren indicar la posición relativa del acorde con respecto a la tónica (con números romanos en subíndice), otros teóricos prefieren señalar su función específica (con números romanos en superíndice).

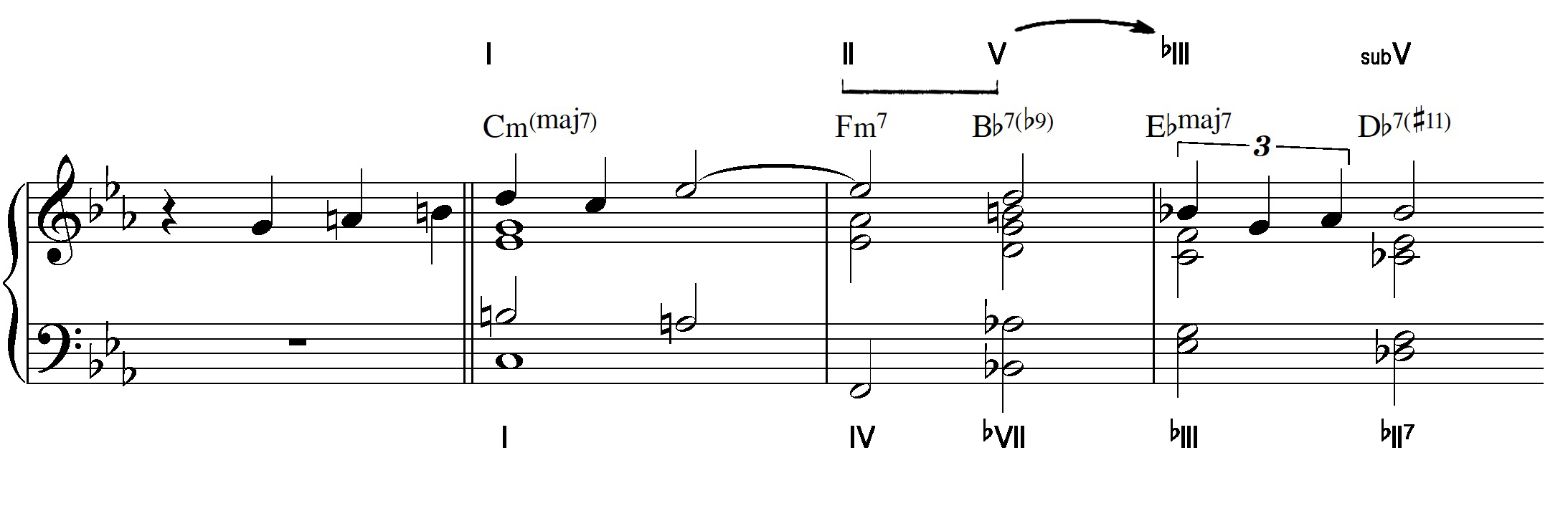
Cifrado y análisis moderno de un fragmento de I Hear a Rhapsody (G. Fragos, J. Backer y R. Gasparre).

Si bien los sistemas de notación se van adaptando a la evolución de la armonía, son en muchos casos meras representaciones de los sonidos que simbolizan. En general, como sistema taquigráfico, el cifrado de los acordes siempre ha procurado servirse del menor número posible de signos. Sin embargo y con el tiempo, y la evolución de la armonía junto a la complejidad de los acordes, en algunos sistemas se insiste en utilizarlos fuera de su contexto, cayendo en absurdas y complicadas notaciones para justificar el análisis.

## Controversias
Muchos de los preceptos y normas fundamentales de la armonía funcional, que aún siguen vigentes, derivan de las teorías del tándem formado por Rameau y Riemann. Pero han sido y son muchos los detractores y los críticos. Ya se habían manifestado en contra de los postulados de Rameau en el ambiente de Bach. Johann Kirnberger, alumno suyo, escribió esto en sus Principios de la práctica armónica (1773): “Rameau tiene en sus teorías tantas incoherencias que me pregunto cómo puede suceder que haya alemanes que crean en ello, e incluso las defiendan. Siempre hemos tenido los mejores armonistas, y el tratamiento de sus armonías ciertamente no podría ser explicado por las teorías de Rameau”. El ataque también se extiende a Hugo Riemann, quien recibe críticas de varios músicos por sistematizar extremadamente la funcionalidad de los acordes, estableciéndolos en compartimentos estancos y destruyendo así toda continuidad y dejando de lado el pensamiento melódico y contrapuntístico.